# Jean Janssens (ciclista)
Jean Janssens (Anversa, 18 agosto 1895 – ...) è stato un ciclista su strada belga.

## Palmarès

### Olimpiadi
- Bronzo a Anversa 1920 nella corsa a squadre.